# Knetter
Knetter is een Nederlandse film van Martin Koolhoven uit 2005 met in de hoofdrollen Carice van Houten en Jesse Rinsma.
De film is gebaseerd op een origineel scenario van Mieke de Jong. Na het uitbrengen van de film schreef Akke Holsteijn een boek gebaseerd op het scenario. In Nederland trok de film volgens de bezoekersstatistieken van de Nederlandse Film Producenten, 52.420 bezoekers en bracht € 284.170 op. Knetter was de openingsfilm van het Cinekid filmfestival in 2005.
De film won veel prijzen (waaronder de publieksprijs bij het Cinekid-festival en het Gouden Kalf dat het publiek mag toekennen). Knetter  won ook in het buitenland veel prijzen, onder meer in Engeland, Uruguay, Tsjechië, Suriname en Litouwen, en in Duitsland op de "18. Kölner Kinderfilmfest CinePänz". De internationale titel is Bonkers.

## Verhaal
De negenjarige Bonnie (Jesse Rinsma) woont samen met haar moeder Lis en haar oma. Alle drie vinden ze olifanten erg leuke dieren. De moeder van Bonnie, Lis Wolk, is lief, maar Bonnie vindt haar geen gewone moeder. Soms is Lis heel druk en vrolijk, maar soms is ze somber en doet bijna niets. Eigenlijk is het oma Wolk die het gezin draaiende houdt. Bonnie heeft geen broertjes en zusjes, in tegenstelling tot haar buurjongen Koos die juist veel broertjes heeft. Hij vindt het maar raar dat Bonnie graag een broertje wil, je hebt er volgens hem alleen maar last van. Naast Bonnie woont de verlegen buurvrouw Puch. Bonnie en Koos vinden de buurvrouw altijd een beetje eng. Ze vragen zich af waarom ze altijd alleen is en zijn bang dat ze mensenvlees eet. Het leven van Bonnie komt aardig op zijn kop te staan als oma een ongeluk krijgt. Nu staan Bonnie en Lis er met z’n tweeën voor. Of eigenlijk Bonnie staat er alleen voor. Ze moet niet alleen voor zichzelf, maar ook voor Lis zorgen. Af en toe komt er een mevrouw van Jeugdzorg langs die komt kijken of Bonnie wel goed verzorgd wordt. Als dat namelijk niet zo is, moet Bonnie naar een pleeggezin. Bonnie is dan ook dolgelukkig als haar moeder de schoenverkoper Cees leert kennen met wie ze het heel goed kan vinden. Bonnie begint gelijk te fantaseren dat haar moeder en Cees verliefd worden op elkaar, dan krijgt ze misschien wel een broertje of zusje. Wanneer ze dit met haar moeder bespreekt zegt die dat ze dat niet zo’n goed idee vindt. Lis wil liever een huisdier en tot grote verrassing van Bonnie, neemt haar moeder op een dag wel een heel bijzonder huisdier mee: een olifant. Bonnie vindt het een geweldig cadeau, maar weet niet goed waar ze het grote dier moet verstoppen, zeker als ook nog de mevrouw van de Jeugdzorg plotseling langskomt. Die wil Bonnie onmiddellijk in een pleeggezin plaatsen. Gelukkig komt buurvrouw Puch met een uitstekende oplossing voor Lis en Bonnie.

## Rolbezetting
- Carice van Houten - Lis Wolk
- Jesse Rinsma - Bonnie Wolk
- Leny Breederveld - Oma Wolk
- Tom van Kessel - Koos
- Daan Schuurmans – Cees
- Judith Bovenberg - Jorien van de jeugdzorg
- Frieda Pittoors - Puch
- Edo Brunner - meester
- Eva Van Der Gucht – moeder van Koos
- Luk D'Heu – brandweerman
- Bob Fosko – politieagent
- Alex Klaasen - ober
- Martin Koolhoven - kaartjesverkoper circus
- Natasja Loturco - verkoopster babykleding

## Achtergrond
Knetter is een Nederlands-Belgische coproductie, voortgekomen uit Cinema Junior, een samenwerkingsverband van producenten Lemming Film en Egmond Film and Television met het Nederlands Fonds voor de Film en omroepen KRO en VPRO. Het initiatief werd financieel ondersteund door het CoBO Fonds en het Stimuleringsfonds Culturele Omroepproducties. Doel van initiatief was om meer eigentijdse en realistische jeugdfilms voor de bioscoop te produceren. Dirk Brossé schreef de muziek.

## Manisch-depressiviteit
De film gaat over een jong meisje wier moeder een manisch-depressieve stoornis (of liever bipolaire stoornis) heeft. Deze stoornis wordt gekenmerkt door wisselende stemmingen: dan weer manisch of hypomaan, dan weer depressief. De stemmingswisselingen kunnen af en toe optreden, met periodes van een normale stemming tussendoor, maar ook snel achter elkaar. In de film heeft Lis, de moeder van Bonnie, een bipolaire stoornis. Hoewel de film de stoornis niet nadrukkelijk zo noemt, is dit wel af te leiden uit het gedrag van Lis. Soms ligt ze weken in bed met een deken over haar hoofd en dan plots heeft ze weer energie voor honderd en dan maakt ze iedereen aan het lachen. De film laat zien dat Bonnie beter voor haar moeder kan zorgen, dan Lis zelf. Zo heeft Lis pillen om haar stoornis te bezweren, maar die slikt ze niet graag. Bonnie regelt dat. Het manische van Lis maakt dat als ze zich goed voelt ze de leukste moeder van de wereld is. Ze is overal voor in en beleeft met haar dochter de geweldigste avonturen. Maar ze kan geen maat houden en weet niet van stoppen. Soms is ze zo enthousiast dat ze Bonnie vergeet, ook al houdt ze oprecht van haar. Ook het impulsieve gedrag van het in huis halen van een olifant komt hier uit voort. Lis weet dat ze geen perfecte moeder is en dat Bonnie beter voor haar zorgt dan andersom. Lis voelt zich er schuldig over, maar zonder hulp lukt het haar niet te veranderen. Het is altijd de bedoeling geweest van regisseur Koolhoven om het zware onderwerp op lichte wijze te behandelen.

## Productie
Martin Koolhoven wist dat Knetter geen simpele film was om op te nemen. Een jeugdfilm waarin een zwaar thema als een bipolaire stoornis op luchtige wijze wordt gebracht, was al niet simpel, maar hij moest ook werken met kindacteurs en olifanten, terwijl hij ook maar een beperkt budget had. Uiteindelijk bleek de olifant nog de meeste problemen te geven. Als het dier geen zin had, was er geen beweging in te krijgen. Koolhoven wilde geen uit het hoofd geleerde dialogen, maar liet zijn acteurs improviseren op basis van het scenario. Sommige opnames waren bijzonder zwaar, zoals het shot waarin Bonnie 's nachts bij haar moeder komt en op haar gaat liggen. Deze scène duurt drie minuten en werd in één shot opgenomen. Hoewel Knetter een film is over een meisje dat met een gecompliceerde gezinssituatie te maken heeft, wilde Koolhoven niet een kinderlijke toon aanslaan. Het moest een familiefilm worden die iedereen kon bekijken. Kindacteur Tom van Kessel werd door Koolhoven uitgerust met rood haar.

## Muziek
De volgende nummers zijn in de film te horen:
- “Shake It” (Ro Krom & Nico Brandsen) Uitgevoerd door: OLabola
- “My Home Town” (Recsound) Uitgevoerd door: Recsound & Friends
- “Pourqoi Toi” (Recsound) Uitgevoerd door: Recsound & Friends
- “Summer” (Recsound) Uitgevoerd door: Recsound & Friends

## Prijzen en nominaties
- Gouden Kalf publieksprijs Nederlands Film Festival 2006
- Nominatie voor een Goudenkalf Nederlands Film Festival 2006 in de categorie Beste mannelijke bijrol (Edo Brunner)
- Publieksprijs tijdens Cinekid op 29 oktober 2005 (15.000 euro) De prijs werd gedeeld met de Noorse productie Vrienden voor het leven van Arne Lindtner Naess.
- Silver Cairo in de categorie Beste film, uitgereikt tijdens het zestiende Caïro International Film Festival in Egypte in maart 2006.
- Uitverkozen tot Beste film tijdens het Young People's Film Festival in mei 2006 in Leeds
- Drie prijzen op het kinderfilmfestival in de Tsjechische plaats Zlin op 2 juni 2006: onderscheiden met de prijzen van de hoofdjury, kinderjury en oecumenische jury.
- Great Prize Guri, voor belangrijkste film van het festival in alle categorieën en de prijs voor Best Feature Film op het Montevideo International Film Festival for Children and Youth, het grootste kinderfilmfestival in Uruguay, in augustus 2006.
- Tiscali Publieksprijs 2006 uitgereikt aan de speelfilm met de hoogste waardering van de festivalbezoekers op het Nederlands Film Festival.
- Publieksprijs Cinekid Suriname 2006
- Special Mention International Jury Festival Internacional de Cinema 2006
- Special Mention Best Film Festival Internacional de Cine para Ninos 2006
- Beste Film, gegeven door de kinderjury in  Vilnius International Film Festival for Children 2006